# フレディー・トーマス
フレディー・トーマス（Freddie Thomas、2001年11月9日 - ）は、イングランド出身でウェールズ代表キャップを持つ、ラグビー選手。イングランドプレミアシップのグロスターに所属している。

## 経歴
イングランドのグロスターで生まれ育つ。
5歳の時にイングランドのブレドン・スターRFCでラグビーを始め、地元のディーン・クローズ・スクールに入学。グロスターのアカデミーU13チームに加わった。
2019年、U18イングランド代表となる。
2020-21シーズンのヨーロピアンラグビーチャンピオンズカップのリヨン戦で、グロスター公式戦デビューを果たした。
2021年、U20イングランド代表としてU20シックス・ネーションズに4試合出場し、チームはグランドスラムを達成。
ウェールズのスウォンジー出身の 父方の祖父母 と 母方の祖母 を通じて ウェールズ代表の資格を有し、 2024年末のラグビーユニオン国際試合でウェールズ代表に初選出された。 2024年11月23日、南アフリカ共和国代表戦に控えから出場し、代表初キャップを得た。